# Drömkåken (TV-program)
Drömkåken  är en realityserie på TV4 där fyra par tävlar om att bygga och inreda det bästa huset. Programledare är Agneta Sjödin.

## Programmet
Programmet är baserat på The Block. I varje program får paren till uppgift att bygga och inreda ett av husen. Varje rum bedöms av en jury som utser en vinnare och förlorare. Paren har 500 000 kr att använda för byggandet. Vinnaren får 25 000 kr mer till sin budget och den som kommer sist förlorar 25 000 kr. Den som vinner i finalen och gjort det bästa huset vinner 500 000 kr. Vissa veckor tävlar paren i en tävling som ger vinnaren ett fint pris.

## Säsonger

### Säsong 1
Ansökningar till första säsongen skedde under våren 2013 med inspelning under sommaren. Programmet hade premiär den 28 september  2013 på TV4. Husen under den första säsongen är radhus som ligger på Fornminnesvägen 11 i Segeltorp, Huddinge kommun. De kommer att säljas genom Fastighetsbyrån. Husen är på sex rum plus kök och ha boarea på 120 kvm på två våningar. I första programmet deltog sex par i att designa en friggebod. De fyra bästa fick fortsätta med att desgina huset, de tävlande paren blev då Carina Bosch och Brian Bosch från Sälen, Åsa Copparstad och Emme Copparstad från Solna, från Rickard Trollske och Susanna Trollske från Kungsör och Sofia Wiberg och Jonny Wiberg från Västervik. Sofia och Jonny blev vinnare av säsongen i den direktsända finalen 16 december 2013 och fick 500 000 kr.